# Chirographe
En diplomatique, le chirographe (ou charte-partie) est un acte établi en au moins deux exemplaires sur une même feuille de parchemin. Les deux textes identiques sont séparés par une ligne de grands caractères appelée devise (la « devise [divisa] chirographique »). Le parchemin est ensuite découpé en ligne droite ou en dents de scie au milieu de la devise, en général le mot ou partie du mot CHIROGRAPHUM ou CHIROGRAPHE auquel le document doit son nom. Mais il peut s'agir d'un mot, d'une suite de mots quelconques ou d'une suite de lettres isolées. Plus rarement, la devise comporte un dessin .

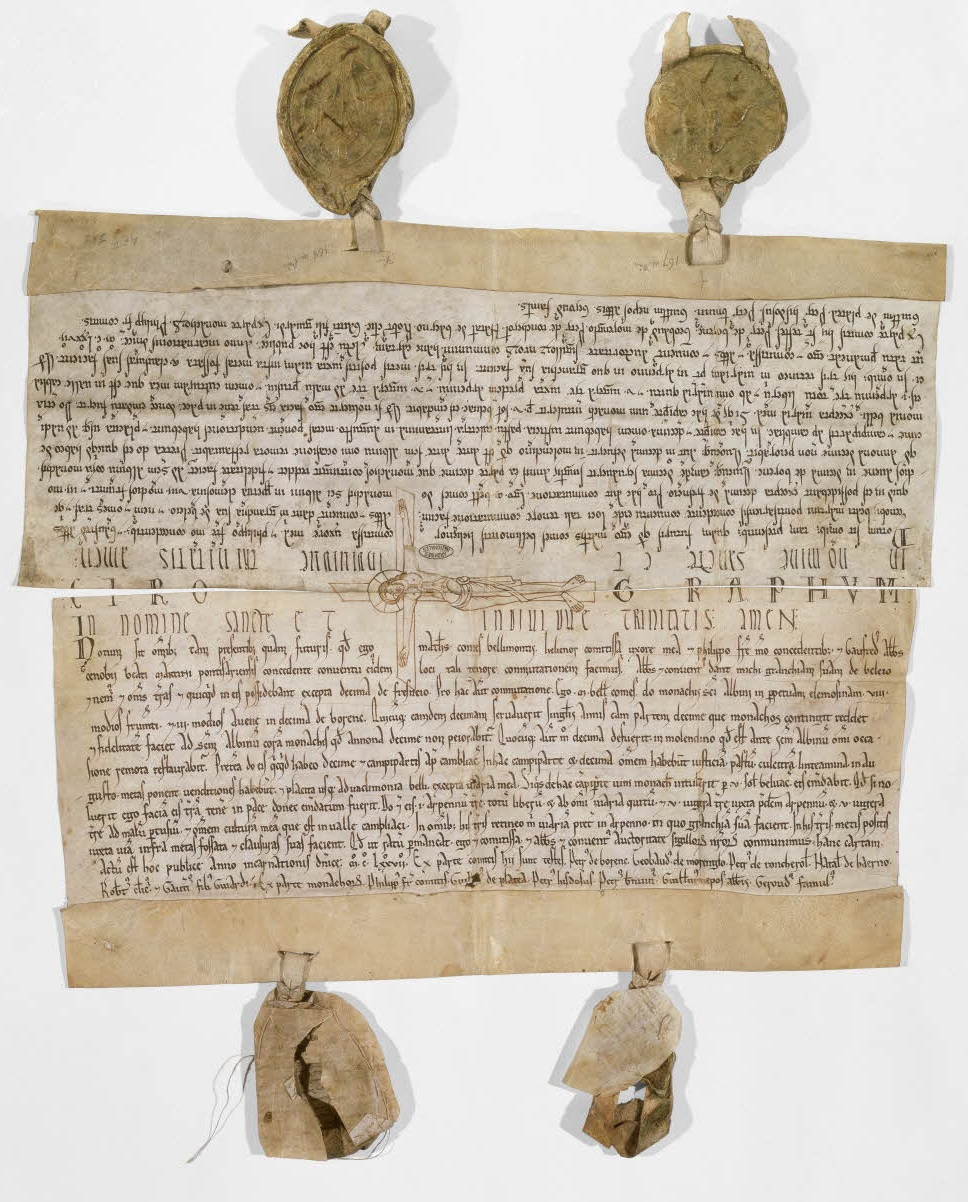
Chirographe de Matthieu III, comte de Beaumont-sur-Oise, et de l’abbé de Saint-Martin de Pontoise par lequel ils attestent avoir échangé des terres (1177). La partie supérieure est conservée aux Archives nationales et la partie inférieure aux Archives départementales du Val-d'Oise.

Il s'agit d'un mode de validation des actes employé depuis le Xe siècle.
Le chirographe apporte à un acte privé une sûreté accrue par rapport aux seules garanties testimoniales ou à l'apposition d'un sceau.
L'avantage lorsqu'il s'agit de passer un contrat est en effet double : 
- chacune des deux parties peut disposer d'un exemplaire de l'acte ;
- le rapprochement des deux exemplaires, qui seul permet la lecture de la phrase centrale, garantit sans discussion possible leur authenticité.

Dans le Midi et ailleurs en Europe méditerranéenne, le chirographe se raréfie dès le XIIIe siècle devant la diffusion de la passation en la forme notariée désormais authentique. Mais au même moment il connaît une explosion extraordinaire dans les villes de la France du Nord, des Flandres et des Pays-Bas, en Brabant et dans certaines villes rhénanes (on parle en allemand de Kerbzettel, Zerter ou Kerbschnittbrief). D'ailleurs les archives municipales de Douai dans le Nord de la France possèdent un des fonds les plus importants d'Europe allant du XIIe au XVIIe siècle. Il est en cours de numérisation depuis 2000. Cette explosion s'explique notamment par une utilisation accrue de l'écrit dans la population, y compris de la part de petits artisans, de membre du bas-clergé, dans des documents pratiques de la vie quotidienne.

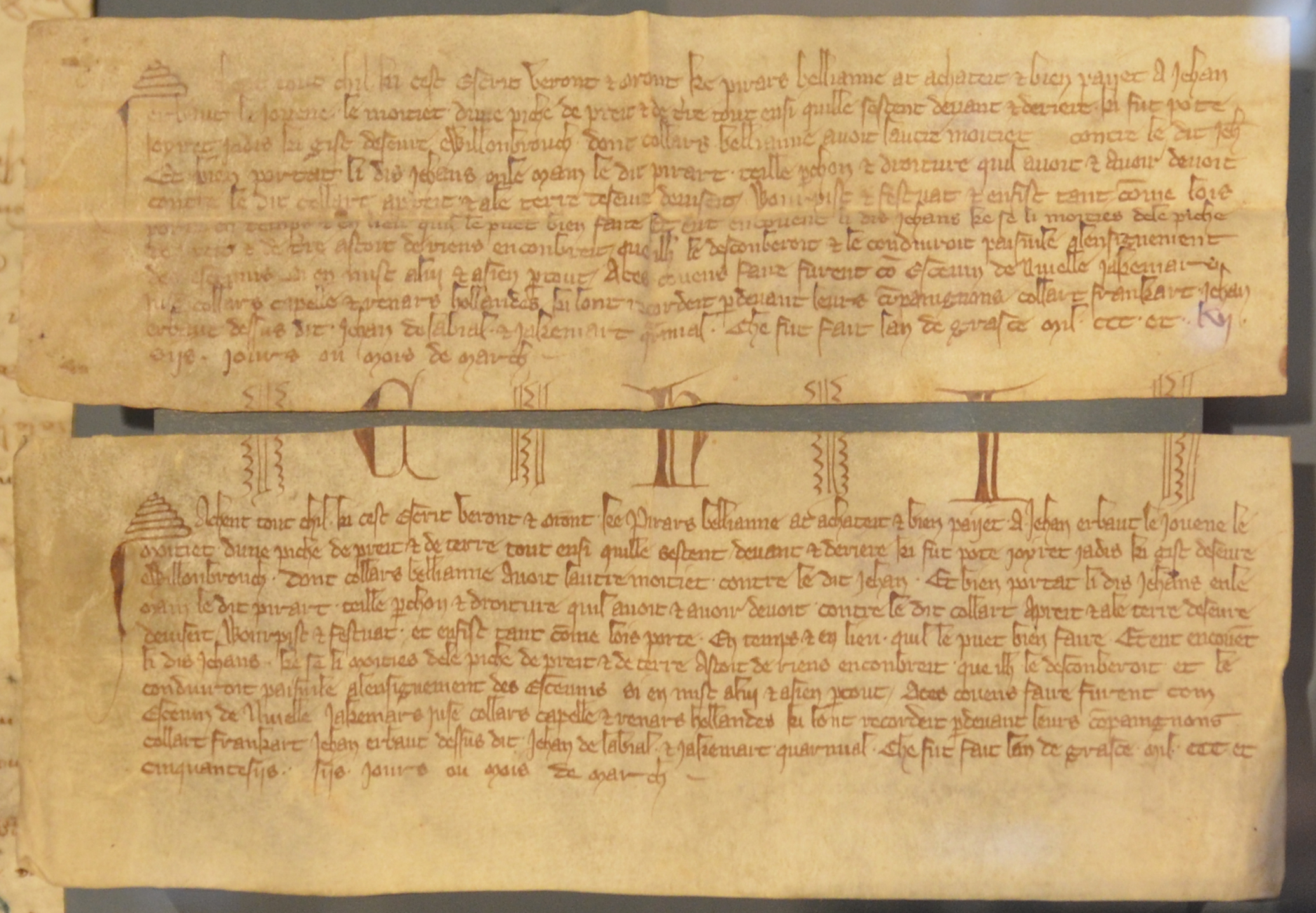
Chirographe bipartite complet daté du 6 mars 1357 provenant de Nivelles, conservé aux Archives de l'État à Louvain-la-Neuve.

D'acte privé, le chirographe y devient acte semi-public. On le rédige alors en trois parties devant les échevins qui conservent la partie centrale dans les archives. L'authenticité du document détenu par chaque partie peut ainsi être garantie par les pouvoirs publics. Cette pratique répond incontestablement à une demande d'un public qui recherche un maximum de sécurité dans des relations qui, en milieu urbain, se complexifient. Les chartes triparties touchent alors toutes les couches de la population et de multiples domaines, qu'il s'agisse de l'activité économique ou de la vie familiale. On estime que plus de 100 000 de ces chirographes, sur parchemin ou sur papier, ont été réunis par les échevins de Tournai à la fin du Moyen âge. Même dans des villes de moindre activité, comme Nivelles ou Douai, ils se comptaient par dizaines de milliers.
En divers lieux, les autorités ont tenté sans succès de promouvoir les chartes scellées, d'un emploi plus commode, en lieu et place de ces chirographes. Seule la généralisation du notariat dans les pays du Nord et la popularisation de l'acte authentique du notaire finiront par les détrôner au XVe et parfois même seulement au XVIe siècle. En revanche, en Grande-Bretagne, où le notariat n'a pas pu s'imposer, c'est le régime du sceau qui domine plus longtemps sous la forme du deed.

## Liens
- Exemple du XIIIe siècle : la devise est constituée par les 15 premières lettres de l'alphabet dont on a ici la partie inférieure ;
- Exemple du XVIe siècle : chirographe rudimentaire par déchirure.
- Exposition virtuelle CIRO GRAPHUM conçue par les Archives départementales du Val-d'Oise au sujet de la charte présentée ci-dessus.